# Do It Again (canción de Steely Dan)
«Do It Again» es una canción compuesta por Walter Becker y Donald Fagen, interpretada por la banda estadounidense de rock Steely Dan y extraída como sencillo de su primer álbum de 1972, Can't Buy a Thrill. La versión editada difiere de la versión del disco original, se acortó la introducción, el outro y se omitió el solo del órgano.
La canción entró en el Billboard Hot 100 el 18 de noviembre de 1972, alcanzando el puesto número 6 de la lista estadounidense en 1973 y convirtiéndose en el primer gran éxito del grupo.
En el lanzamiento original, la canción fue acreditada como "Trad" (tradicional), aunque en realidad fue escrita por Becker y Fagen.

## Estructura
La versión original de «Do It Again» está en la tonalidad sol menor, con Donald Fagen en la voz principal. La canción usa una gran cantidad de síncopa en la melodía vocal.
El tema presenta un solo de sitar eléctrico interpretado por Denny Dias. El solo de "órgano plástico" de Fagen, fue realizado en un Yamaha YC-30 con un control deslizante de inclinación.

## Lista de canciones
Sencillo de siete pulgadas (ABC-11338) 
1. «Do It Again» – 3:57
2. «Fire in the Hole» – 3:26

- Nota: Como las estaciones de radio en los años 1970 no pasaban canciones que superaran los cuatro minutos, la duración del lado A apareció impresa en la etiqueta del simple con diecisiete segundos menos que la duración original.

Sencillo de siete pulgadas (PRO 577) 
1. «Do It Again» – 4:14
2. «Fire in the Hole» – 3:26

Sencillo de siete pulgadas (ABC 4075) 
1. «Do It Again» – 4:14
2. «Fire in the Hole» – 3:26

- Nota: Se trata del primer y segundo lanzamiento en el Reino Unido de la canción. Originalmente se publicó por la compañía discográfica Probe el 12 de enero de 1973, pero no llegó a tener éxito. En 1975 se reeditó por ABC Records, y alcanzó el puesto número 39 en la UK Singles Chart.

## Personal
- Donald Fagen – piano eléctrico Wurlitzer, órgano Yamaha YC-30 y voz líder
- Denny Dias – sitar eléctrico
- Jeff Baxter – guitarra
- Walter Becker – bajo eléctrico
- Jim Hodder – batería
- Victor Feldman – percusión

## Posicionamiento
| Lista (1972–1973)                  | Máxima posición |
| ---------------------------------- | --------------- |
| Australia (Kent Music Report)      | 60              |
| Canadá (Canada Top Singles)        | 6               |
| Alemania (Media Control AG)        | 33              |
| Italia (FIMI)                      | 29              |
| Países Bajos (Dutch Top 40)        | 15              |
| Países Bajos (Mega Single Top 100) | 10              |
| Estados Unidos (Billboard Hot 100) | 6               |
| Estados Unidos (Cash Box)          | 7               |
| Estados Unidos (Record World)      | 8               |

| Lista (1975)                   | Máxima posición |
| ------------------------------ | --------------- |
| Reino Unido (UK Singles Chart) | 39              |

| Lista (1973)             | Puesto |
| ------------------------ | ------ |
| Canada Top Singles (RPM) | 62     |
| US Billboard Hot 100     | 73     |